# Будинок (кінь)
Будинок (1 травня 1926 — 1958) — видатний український, радянський скаковий кінь англійської чистокровної верхової породи, перший в історії СРСР «тричі вінчений» кінь — переможець призів імені Калініна, Великий Всесоюзний, приз СРСР.

## Екстер'єр
Будинок — темно-рудої масті, народився в Стрілецькому кінному заводі № 60 (ім. Ф. Е. Дзержинського, таку назву мав кінний завод в 1920-40 роки) 1 травня 1926 року. Він мав проміри: 164-185-21.
За своїм типом Будинок відхилявся від типу свого батька Брімстона в бік материнської лінії Солтпітра: це був великий костистий з розвиненою мускулатурою жеребець, вражав своєю нарядністю і, не дивлячись на гарячкуватий темперамент, відзначався надзвичайно гарним норовом. З недоліків екстер'єра в Будинка відмічали: торцеві бабки передніх кінцівок, невеликий розкид лівої передньої, прямі задні кінцівки. Будинок мав характерну будову крупа (ледь кирпатий), яку нерідко передавав по спадку, так само як і невеликий розкид передніх кінцівок. Торцеватість бабок Будинок передавав дуже рідко.

## Родовід
Батько Будинка — Брімстон, тільки після того як потрапив в Стрілецький кінний завод, почав використовуватись як провідний плідник, створив славу цьому заводу, став одним з найкращих плідників. Він дав цілу плеяду відомих коней, на чолі з Будинком і Бескарним, і став засновником вітчизняної лінії у чистокровному верховому конярстві.
Брімстон був типовим представником лінії Бенд-Ора і за своїм складом відхилявся в бік упряжного типу. Він був жеребцем крупного калібру (163-179-20), довгих ліній, з могутнім крупом, дещо шаблюватими задніми кінцівками і значним розвитком головок грифельних кісток задніх кінцівок. Вказані недоліки Брімстон іноді передавав по спадку. Скакав він добре у віці 2-х і 3-х років в Одесі.
З дітей Брімстона переможцями в скачках на традиційні призи виявились 18 коней, з них:
- Для коней 2 років — 5, в тому числі переможці призу ім. Калініна — 1;
- 3 років — 8, в тому числі переможців призу «Великий Всесоюзной» — 3;
- 4 років і старше — 5, в тому числі переможців призу ім. СРСР — 3.

Брімстон також використовувався і в племінній роботі з висококровними кіньми, де також дав цілий ряд видатних коней (Балагур, Боягуз, Бранка, Героїня та інші).
Мати Будинка — Ст. Махеза виграла Гагаринський приз і була 2-ю в «Продіусі». В заводі вона крім Будинка дала від Брімстона ще відомого Бескарного, Батьківського, Бель-Махезу, і від Браміна — Сіваша.

## Скакова кар'єра

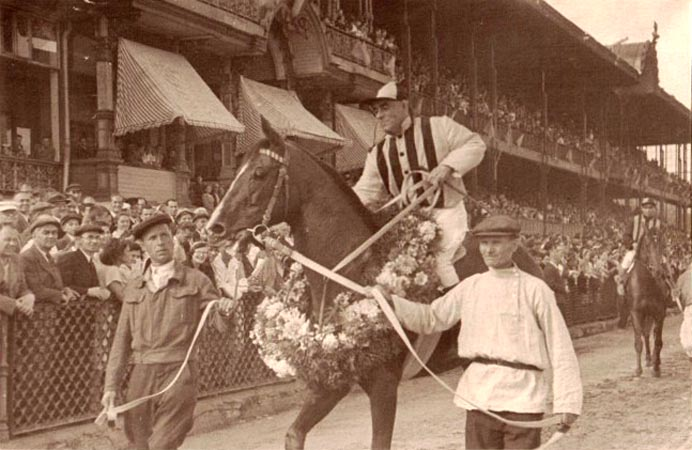
Проводка Будинка перед трибунами Московського іподрому (у віці 22-х років) в день свята верхового конярства 8.08.1948. Жокей Почуєв К. В., під яким Будинок виграв в 1929 році Великий Всесоюзний приз

За своїм скаковим класом Будинок не мав собі рівних на теренах Радянського Союзу. Він виграв всі головні призи в 3-х вікових групах (приз ім. Калініна М. І., Великий Всесоюзний приз(дербі), ім. СРСР), при цьому в скачці на приз «Великий Всесоюзный» в 1929 році Будинок встановив Всесоюзний рекорд на 2400 м — 2.32,6, який протримався протягом 11 років, до 1939 року, коли цей рекорд був перевершений Експрессом (Сірокко — Етуаль) 2400 м — 2.31,1.
Скакова кар'єра: 2 роки 3 старта, 2 — I, 1 — II, 3 роки 3 скачки 2 — I, 4 роки 2 скачки 1 — I, 1 — II. Всього 8=6-2-0-0
29.06.1928 Пробний для жеребців 2-х років, 1500 м. (4 учасника) — 1.40,4
12.08.1928 Приз імени М. І. Калініна, для 2 річних жеребців і кобил, 1500 м. (5 учасників) жвавість — 1.36. Жокей Лакс М. М., тренер Савельєв С. Е.
18.08.1929 Великий Всесоюзний приз, для жеребців і кобил 3-х років, 2400 м (6 учасників), жвавість — 2.32,6. Жокей Почуєв К. В., тренер Савельєв С. Е. (Центральний Московський іподром)
13.07.1930 Вступний приз, для жеребців і кобил 4-х років і старше, 2000 м (3 учасника), Будинок — 2 місце за Балакучим (Брімстон — Медуза).
31.08.1930 приз Республіки (пізніше ім. СРСР), для жеребців і кобил 4-х років і старше, 2400 м (2 учасника), жвавість — 2.32,4. Жокей Почуєв К. В., тренер Кулаковський В. М. (Одеський іподром)

## Заводська діяльність
В 1930 році після блискучої скакової кар'єри Будинок потрапив плідником в Стрілецький кінний завод, де спочатку, через невдалий підбір, від нього отримали незадовільне потомство, але в подальшому селекційна робота з ним була скоригована і Будинок із року в рік, в кожній ставці давав коней не тільки високого скакового класу, але й відмінного екстер'єра. Діти Будинка в загальній масі були крупні і костисті, гарно скакали в різних вікових групах і на різні дистанції. Навіть при народженні діти Будинка завжди виделялись своїми промірами і вагою.
Будинок зарекомендував себе як першокласний плідник, дав цілу серію видатних коней, серед яких 25 виявились переможцями в скачках на традиційні призи.
Для коней 2-х років — 9, в том числі приза ім. Калініна — 3; для коней 3-х років — 13, в том числі переможців приза «Великий Всесоюзний» — 2; для коней 4 років і старше — 2.
Вісім синів Будинка стали плідниками в чистокровному конярстві: Еней від Экю, Моряк від Мрії, Ізгіб від Іви, Масштаб від Морелі, Абаз від Аліти, Гібрид від Газелі, Табор від Трільби, Фербенкс від Фантастичної.
Будинок був плідником Стрілецького кінного заводу протягом 14 років, з 1930 по 1943 роки. Під час Другої світової війни, в 1941-43, разом з іншими кіньми Стрілецького кінного заводу перебував в евакуації в Красногвардійському кінному заводі, Свердловської області. В 1944 році був плідником кінного заводу «Восход» на Кубані, де завершив свою племінну діяльність.
Найкращими серед дітей Будинка є такі переможці традиційних призів:
- Доба (руд.коб.1933) — Великий приз для кобил 3 років (Окс)
- Моряк (гн.жер.1933) — імені Калініна, Великий Осінній приз (для коней 2 років), приз Закриття, приз імені Ворошилова, Прощальний приз
- Град 2 (руд.жер.1934) — Пробний приз
- Марокко (гн.жер.1934) — Крітеріум, приз Відкриття
- Сакмара (руд.коб.1934) — Великий приз для кобил 3 років (Окс), Пробний приз (для кобил)
- Ізгіб (гн.жер.1935) — Крітеріум
- Фенелла (руд.коб.1935) — приз ім. Калініна, Пробний приз (для кобил)
- Лезгінка (руд.коб.1936) — Великий Осінній приз (для коней 2 років), приз Відкриття, Пробний приз (для кобил)
- Фербенкс (руд.1936) — приз Закриття
- Трель (руд.коб.1937) — Великий приз для кобил 3 років (Окс), Великий приз для кобил 2 років, Пробний приз (для кобил)
- Табор (руд.жер.1938) — Великий Всесоюзний приз (Дербі)
- Абаз (гн.жер.1939) — Пробний приз
- Гаубіца (руд.коб.1939) — Великий приз для кобил 3 років (Окс), приз ім. Калініна, Великий приз для кобил 2 років, приз Порівняння
- Гібрид (руд.жер.1940) — Великий Всесоюзний приз (Дербі), приз Відкриття, приз Порівняння
- Імбир (руд.жер.1945) — Великий Осінній приз

Будинок був довгожителем і доживав свій вік почесним пенсіонером на учбово-дослідницькій конюшні Тимирязівської сільськогосподарської академії.